# Rhopaliella discicollis
Rhopaliella discicollis är en skalbaggsart som först beskrevs av Louis Alexandre Auguste Chevrolat 1859.  Rhopaliella discicollis ingår i släktet Rhopaliella och familjen långhorningar. Inga underarter finns listade i Catalogue of Life.